# لوليو

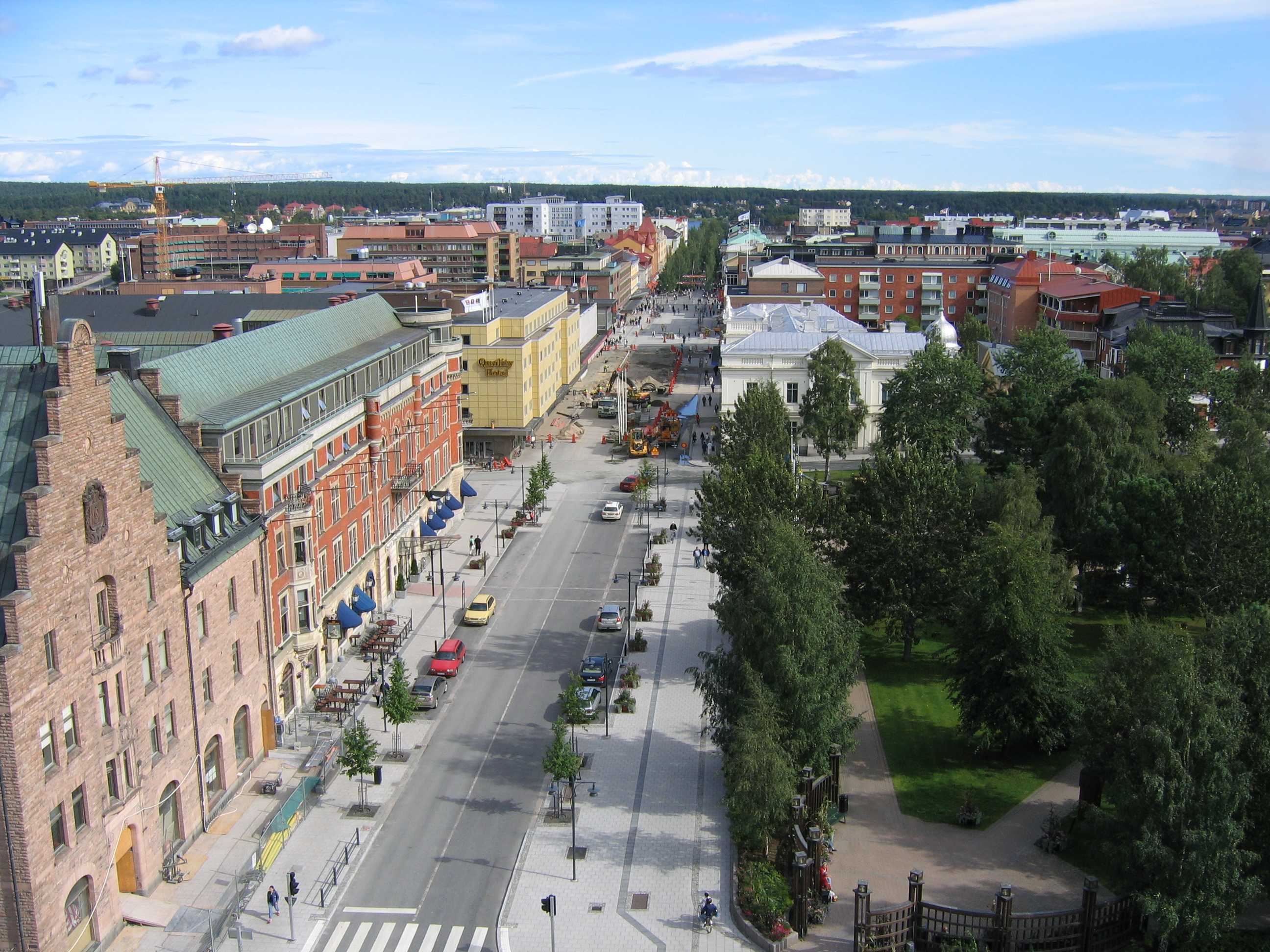

شعار لوليو

لوليو (بالسويدية Luleå) هي مدينة سويدية تقع على الساحل الشمالي ويقطنها 46,607 شخص حسب عام 2010. تعتبر لوليو عاصمة لبلدية لوليو ومقاطعة نوربوتن.

## المناخ
يظهر الجدول التالي التغييرات المناخية على مدار السنة للوليو:
| البيانات المناخية لـلوليو         | البيانات المناخية لـلوليو | البيانات المناخية لـلوليو | البيانات المناخية لـلوليو | البيانات المناخية لـلوليو | البيانات المناخية لـلوليو | البيانات المناخية لـلوليو | البيانات المناخية لـلوليو | البيانات المناخية لـلوليو | البيانات المناخية لـلوليو | البيانات المناخية لـلوليو | البيانات المناخية لـلوليو | البيانات المناخية لـلوليو | البيانات المناخية لـلوليو |
| الشهر                             | يناير                     | فبراير                    | مارس                      | أبريل                     | مايو                      | يونيو                     | يوليو                     | أغسطس                     | سبتمبر                    | أكتوبر                    | نوفمبر                    | ديسمبر                    | المعدل السنوي             |
| --------------------------------- | ------------------------- | ------------------------- | ------------------------- | ------------------------- | ------------------------- | ------------------------- | ------------------------- | ------------------------- | ------------------------- | ------------------------- | ------------------------- | ------------------------- | ------------------------- |
| الدرجة القصوى °م (°ف)             | 10.3 (50.5)               | 9.8 (49.6)                | 13.4 (56.1)               | 18.1 (64.6)               | 28.4 (83.1)               | 32.2 (90.0)               | 32.1 (89.8)               | 29.2 (84.6)               | 22.5 (72.5)               | 16.9 (62.4)               | 13.0 (55.4)               | 8.5 (47.3)                | 32.2 (90.0)               |
| الحد الأقصى المتوسط °م (°ف)       | 3.8 (38.8)                | 5.1 (41.2)                | 8.4 (47.1)                | 13.1 (55.6)               | 21.7 (71.1)               | 24.2 (75.6)               | 26.6 (79.9)               | 24.3 (75.7)               | 19.0 (66.2)               | 12.7 (54.9)               | 7.1 (44.8)                | 5.0 (41.0)                | 27.6 (81.7)               |
| متوسط درجة الحرارة الكبرى °م (°ف) | −5.3 (22.5)               | −4.7 (23.5)               | 0.0 (32.0)                | 5.5 (41.9)                | 12.4 (54.3)               | 17.2 (63.0)               | 20.7 (69.3)               | 18.7 (65.7)               | 13.4 (56.1)               | 6.0 (42.8)                | 0.5 (32.9)                | −2.6 (27.3)               | 6.8 (44.3)                |
| المتوسط اليومي °م (°ف)            | −9.3 (15.3)               | −8.9 (16.0)               | −4.4 (24.1)               | 1.4 (34.5)                | 7.8 (46.0)                | 13.1 (55.6)               | 16.8 (62.2)               | 15.0 (59.0)               | 9.9 (49.8)                | 2.9 (37.2)                | −2.5 (27.5)               | −6.3 (20.7)               | 3.0 (37.3)                |
| متوسط درجة الحرارة الصغرى °م (°ف) | −13.2 (8.2)               | −13.1 (8.4)               | −8.7 (16.3)               | −2.7 (27.1)               | 3.2 (37.8)                | 8.9 (48.0)                | 12.8 (55.0)               | 11.2 (52.2)               | 6.3 (43.3)                | −0.2 (31.6)               | −5.5 (22.1)               | −10.0 (14.0)              | −0.9 (30.3)               |
| الحد الأدنى المتوسط °م (°ف)       | −27.2 (−17.0)             | −25.7 (−14.3)             | −20.1 (−4.2)              | −10.3 (13.5)              | −3.0 (26.6)               | 3.2 (37.8)                | 7.4 (45.3)                | 4.4 (39.9)                | −1.1 (30.0)               | −9.6 (14.7)               | −16.1 (3.0)               | −22.4 (−8.3)              | −29.7 (−21.5)             |
| أدنى درجة حرارة °م (°ف)           | −42.3 (−44.1)             | −38.2 (−36.8)             | −32.3 (−26.1)             | −20.4 (−4.7)              | −8.8 (16.2)               | −1.2 (29.8)               | 3.2 (37.8)                | −0.2 (31.6)               | −8.4 (16.9)               | −20.7 (−5.3)              | −30.3 (−22.5)             | −33.7 (−28.7)             | −42.3 (−44.1)             |
| الهطول مم (إنش)                   | 57.8 (2.28)               | 35.1 (1.38)               | 28.7 (1.13)               | 33.3 (1.31)               | 42.7 (1.68)               | 63.2 (2.49)               | 62.7 (2.47)               | 68.5 (2.70)               | 63.2 (2.49)               | 47.4 (1.87)               | 53.8 (2.12)               | 55.7 (2.19)               | 612.1 (24.11)             |
| ساعات سطوع الشمس الشهرية          | 21                        | 76                        | 171                       | 221                       | 288                       | 297                       | 312                       | 244                       | 154                       | 95                        | 38                        | 3                         | 1٬920                     |
| المصدر #1: SMHI                   |                           |                           |                           |                           |                           |                           |                           |                           |                           |                           |                           |                           |                           |
| المصدر #2: SMHI                   |                           |                           |                           |                           |                           |                           |                           |                           |                           |                           |                           |                           |                           |

## توأمة
للوليو اتفاقيات توأمة مع كل من:
- مورمانسك (26 مارس 1972 - )[8]
- تشيشمي

## أعلام
- مود آدامس
- بيتر لارسون
- روبرت زاندر
- برنت ستروم
- إريك لندغرين
- مايك الكسندر
- أنديرس نيلسون

## وصلات خارجية
- لوليو - الموقع الرسمي
- جامعة لوليو للتكنولوجيا